# Rehderodendron gongshanense
Rehderodendron gongshanense är en storaxväxtart som beskrevs av Yan Cheng Tang. Rehderodendron gongshanense ingår i släktet Rehderodendron och familjen storaxväxter. Inga underarter finns listade i Catalogue of Life.